# هيليسويا (جزيرة)
هيليسويا Hillesøya هي جزيرة وقرية صيادي سمك تقع في بلدية ترومسو في مقاطعة ترومس أوغ فنمارك، في النرويج.

## المساحة
تبلغ مساحة الجزيرة 1.8 كيلو متر مربع. ومعظم مساحتها جبلية لكن الثلث الجنوبي الشرقي من الجزيرة مسطح ولذا فإن سكان الجزيرة يسكنون هذا الجزء من الجزيرة.

## السكان
وفي عام 2018 بلغ عدد سكان الجزيرة بحوالي خمس وعشرين نسمة. وتقع الجزيرة على مقربة من وشمال جزيرة ستوري سومارويا، وتتصل بجسر هيليسوي بمدينة سوميروي، والتي بدورها تتصل بالجزيرة الكبيرة جزيرة كفالويا وبباقي النرويج عن طريق جسر آخر.
وتعتبر الجزيرة مكانا كنسيا قديما، حيث أقيمت فيه كنيسة هيليسوي منذ زمن بعيد. حتى نقلت إلى برنشولن في عام 1889.

## التسمية
وأخذت هيليسوي اسمها من بلدية هيليسوي التي أنشأت عام 1855 حتى حلت عام 1964.

## الحريق
وقع في الجزيرة حريق غابات هائل في عام 2012، ونتج بسبب أحد السياح الكنديين الذي أصيب .